# Nationalmuseet för modern konst, Tokyo

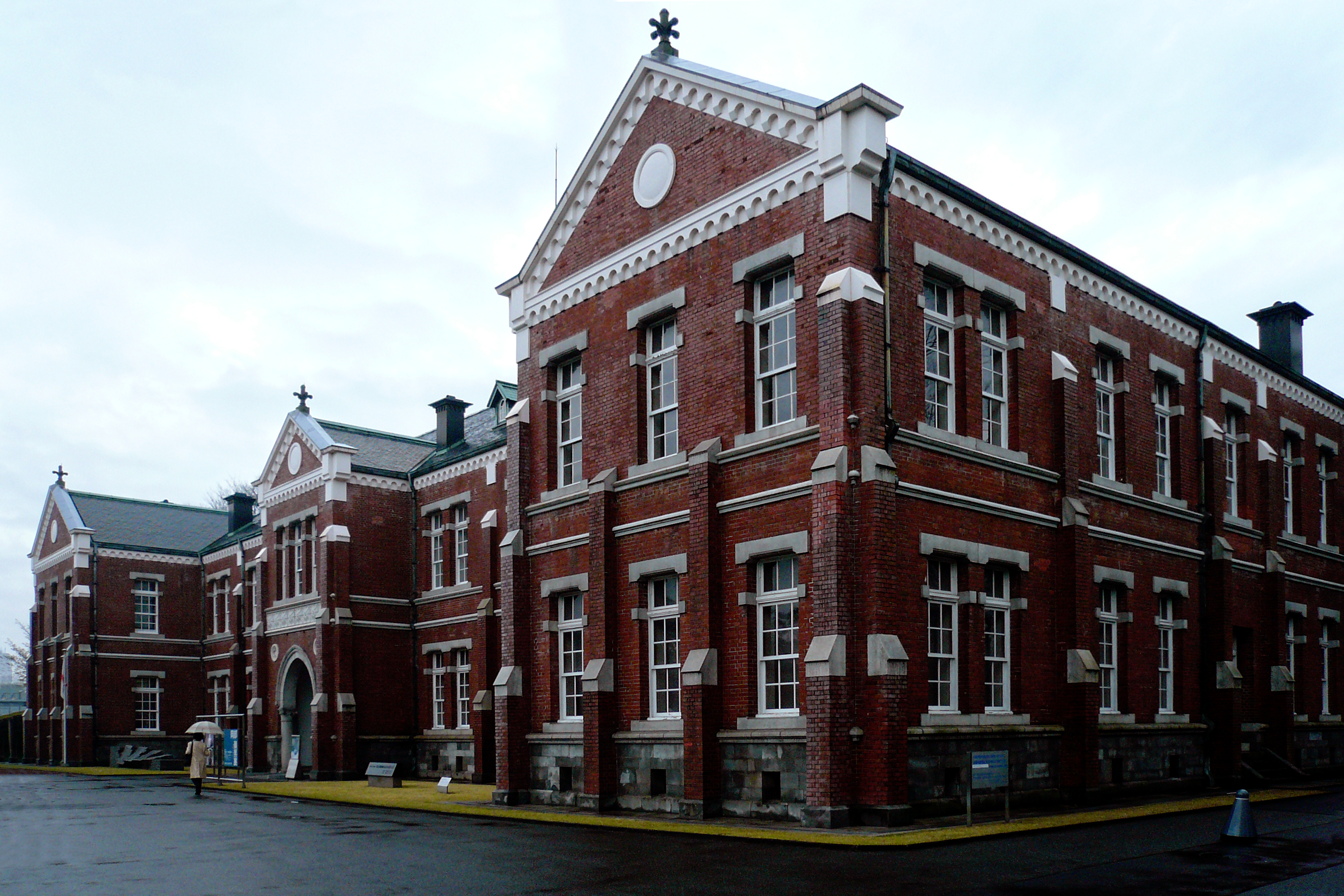
Den tidigare byggnaden för konsthantverk.

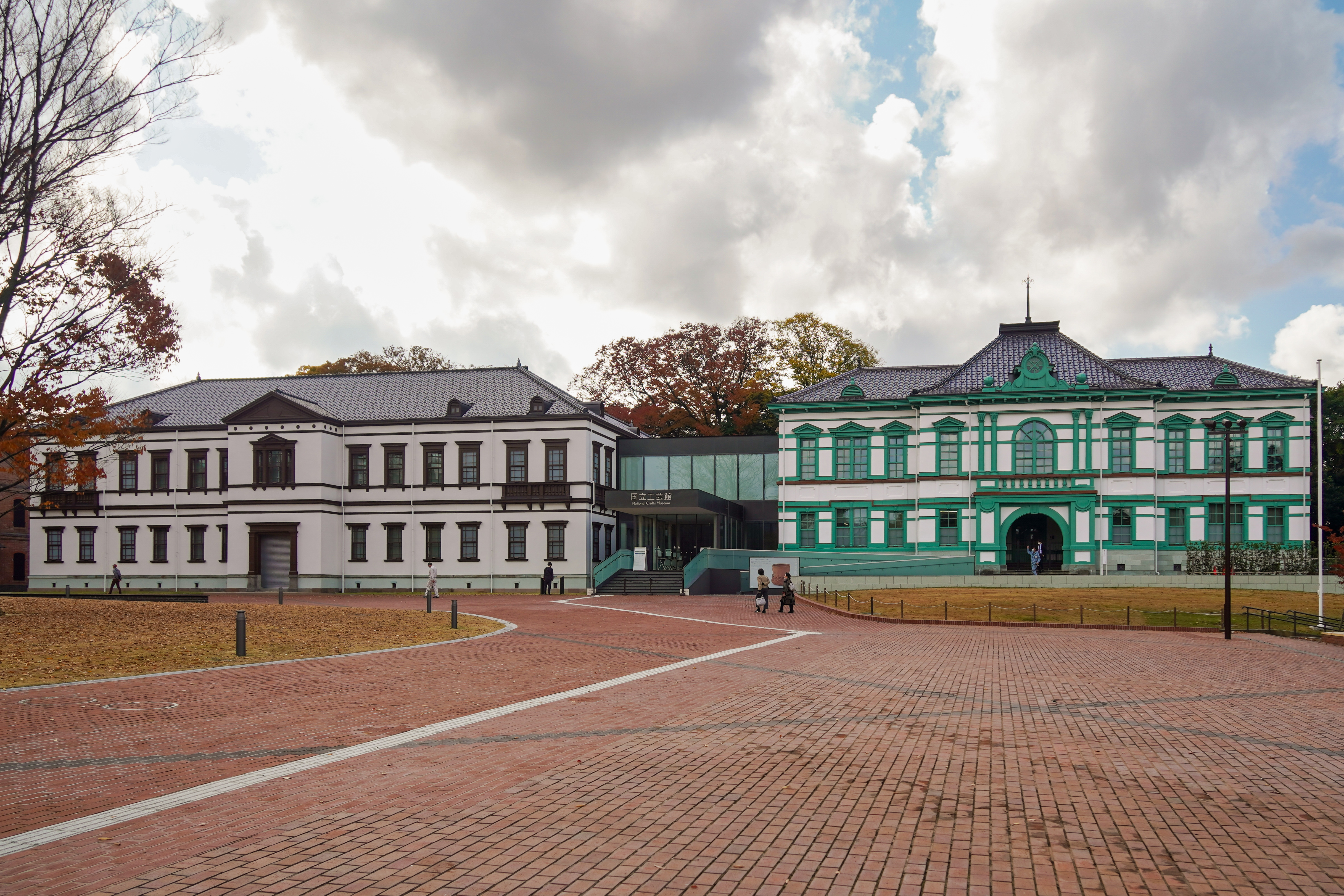
Nationella konsthantverksmuseet i Kanazawa.

Nationalmuseet för modern konst, Tokyo (japanska: 東京国立近代美術館, Tōkyō Kokuritsu Kindai Bijutsukan) är ett konstmuseum i Tokyo i Japan.

## Historik
Nationalmuseet för modern konst, Tokyo var det första konstnationalmuseet i Japan. Det grundades 1952. Ursprungsbyggnaden ritades av Kunio Maekawa och vid två senare tillfällen har bredvidliggande byggnader köpts och använts för att utöka museets lokaler. 

## Samlingar
Samlingarna innefattar verk av många kända japanska konstnärer från och med Meijiperiodens början samt grafiska verk av samtida västerländska konstnärer.
I början av 1900-talet samlade Matsukata Kojiro japanska ukiyo-e träblockstryck, vilka hade spritts utomlands. Idag finns omkring 8 000 ukiyo-e-tryck ur Matsukatas samling på Nationalmuseet för modern konst, Tokyo.

### Galleri för konsthantverk
År 1977 öppnade museet ett annex, Kōgeikan (konsthandverksgalleriet), för att samla och utställa textilier, keramik, lackkonst och andra konsthantverksprodukter från Japan och från andra länder. från slutet av 1800-talet och framåt.
År 2020 flyttades konsthantverksmuseet som en del av regeringens ambitioner att främja landsorten till Kanazawa, där Nationella konsthantverksmuseet öppnade.